# ЗІС-МКІМ
ЗІС-МКІМ — радянський ізотермічний фургон для транспортування м'яса і ковбасних виробів. Невелику партію цих машин на автобусному шасі ЗІС-8 побудували майстерні автобази Московського м'ясокомбінату імені А. І. Мікояна (МАБ МКІМ). У кузові — 5 термоізольованих секцій з 64 висувними ящиками для перевезення продуктів. Потужність двигуна — 73 к.с. (54 кВт). Вантажопідйомність — 1.8 т. Масса в спорядженому стані — 4.7 т. Швидкість — 60 км/год.